# Pugatjov (film fra 1937)
|  | For den sovjetiske film fra 1978 om Pugatjov, se Jemeljan Pugatjov (film fra 1978), for andre betydninger, se Pugatjov (flertydig) |
Pugatjov (russisk: Пугачёв) er en sovjetisk spillefilm fra 1937 produceret af Lenfilm og instrueret af Pavel Petrov-Bytov.

## Handling
Filmen handler om kosakken Jemeljan Pugatjov, leder af Pugatjovopstanden i Rusland. Pugatjov gav sig ud for at være den afdøde Peter 3. af Rusland og tog fordel heraf. 
Pugatjov leder opstandeen blandt de livegne bønder, men opstanden slås ned, og Pugatjov tages til fange og bliver henrettet i Moskva.

## Medvirkende
- Konstantin Skorobogatov som Jemeljan Pugatjov
- Kasim Mukhutdinov som Salavat Julajev
- Jakov Maljutin som Volotskoj
- Vladimir Gardin
- Matvej Pavlikov som Filimon